# AD Fafe
El AD Fafe es un equipo de fútbol de Portugal que milita en la Terceira Liga, la tercera liga de fútbol más importante del país.

## Historia
Fue fundado en el año 1958 en la ciudad de Fafe, en el Distrito de Braga, al norte de Portugal y han cambiado de categoría en varias ocasiones, tanto así que en 1988 lograron su primera aparición en la Primeira Liga, aunque solo jugaron en ella una temporada e iniciaron una baja de nivel que los llevó a la III Divisão en un lapso de 2 años.
El club está afiliado a la Asociación de Fútbol de Braga y han jugado en la Copa de Braga y en la Copa de Portugal en varias ocasiones.

## Palmarés
- III Divisão: 1

1995/96

## Presidentes
| Periodo   | Nombre                                    |
| --------- | ----------------------------------------- |
| 1958      | Rogério Rodrigues de Brito                |
| 1959–1960 | Dr. Amadeu João Plácido da Silva e Castro |
| 1960–1961 | Albino Pereira Fernandes                  |
| 1962–1967 | Dr. António Marques Mendes                |
| 1967–1968 | Ângelo Salgado Medon                      |
| 1968–1970 | Dr. António Marques Mendes                |
| 1970      | Ing. Mário Samuel Hercílio Valente        |
| 1971      | Dr. José Manuel Ribeiro Cardoso           |
| 1972–1974 | Damião Monteiro                           |
| 1974–1976 | Ing. Mário Samuel Hercílio Valente        |
| 1976–1982 | Moisés Teixeira                           |
| 1982–1984 | Ing. Mário Samuel Hercílio Valente        |
| 1984–1986 | José de Barros                            |
| 1986–1992 | João Carlos Costa Freitas                 |
| 1992      | Comissão Administrativa                   |
| 1992–1994 | António Augusto Oliveira Nogueira         |
| 1994      | Doutor Armindo Magalhães                  |
| 1994      | Comissão Administrativa                   |
| 1995–1998 | Álvaro Moreira Mendes                     |
| 1998–2002 | António Lopes Silva                       |
| 2002–2003 | Dr. Carlos Alberto Martins Gonçalves      |
| 2003-2004 | Comissão de Gestão                        |
| 2005–2012 | Albino Salgado Pereira                    |
| 2012–     | Jorge Fernandes                           |

## Jugadores

### Jugadores destacados
| - Rui Costa, exjugador del Benfica - Ricardo Fernandes - Flávio Meireles - Paulo Jorge | - Vítor Hugo - Alex - Nuno Claro - Orlando |